# Kasteel Vianden

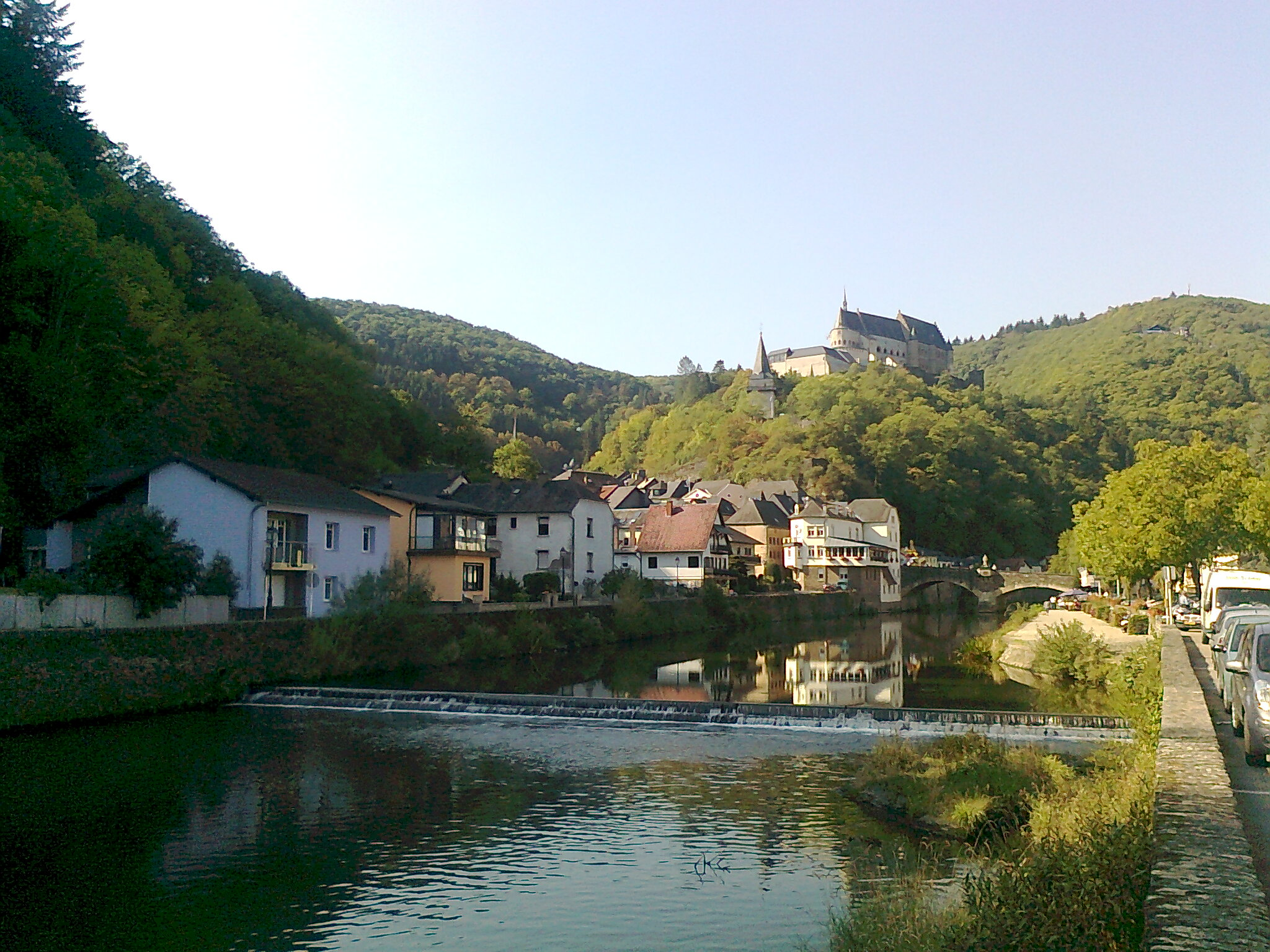
Ligging van het kasteel boven het stadje

Het Kasteel Vianden in de Luxemburgse stad Vianden is gebouwd tussen de 11e en 14e eeuw op de funderingen van een Karolingische en Romeinse vesting (castellum). Het is een van de grootste en mooiste adellijke residenties van de romaanse en gotische perioden in Europa.
Vanaf het begin van de 15e eeuw was het de zetel van de invloedrijke graven van Vianden die goede contacten onderhielden met de koningen van Frankrijk en het keizerlijke hof van Duitsland. Hendrik I van Vianden (1220 - 1250) wordt ook wel de Zonne-graaf genoemd omdat tijdens zijn regeerperiode het bezit, de levensstijl en invloed van het huis van graafschap Vianden een hoogtepunt bereikten. Zijn opvolgers hadden honderden jaren lang veel invloed in de Ardennen, de Eifel en in Luxemburgse regio's.
In 1417 ging de heerschappij over de domeinen over op het Huis Nassau, dat in 1530 ook het prinsdom Orange verwierf. Sindsdien is het kasteel niet meer de officiële residentie van de graven van Vianden.
Het hoofdgebouw, dat tot op de dag van vandaag bewaard is gebleven, in het bijzonder de kapel en de grote en de kleine zaal, stammen uit het eind van de 12e en de eerste helft van de 13e eeuw.
Het niet meer bestaande "Quartier de Juliers" aan de westkant van het paleis stamde uit het begin van de 14e eeuw. Het huis van Nassau bouwde alleen aan het begin van de 17e eeuw aan het kasteel maar de grote invloed daarvan is nog steeds te zien.
Onder koning Willem I in 1820 werd het kasteel stukje bij beetje verkocht, met het resultaat dat het geheel in verval raakte. In 1890 werd het kasteel eigendom van Adolf van Luxemburg, de groothertog van Luxemburg. Tot 1977 bleef het dan in handen van deze familie. In 1977 maakte de groothertogelijke familie er staatsbezit van. Sindsdien is het kasteel gerestaureerd in zijn oude glorie en is het een grote toeristische trekpleister.

## Galerij

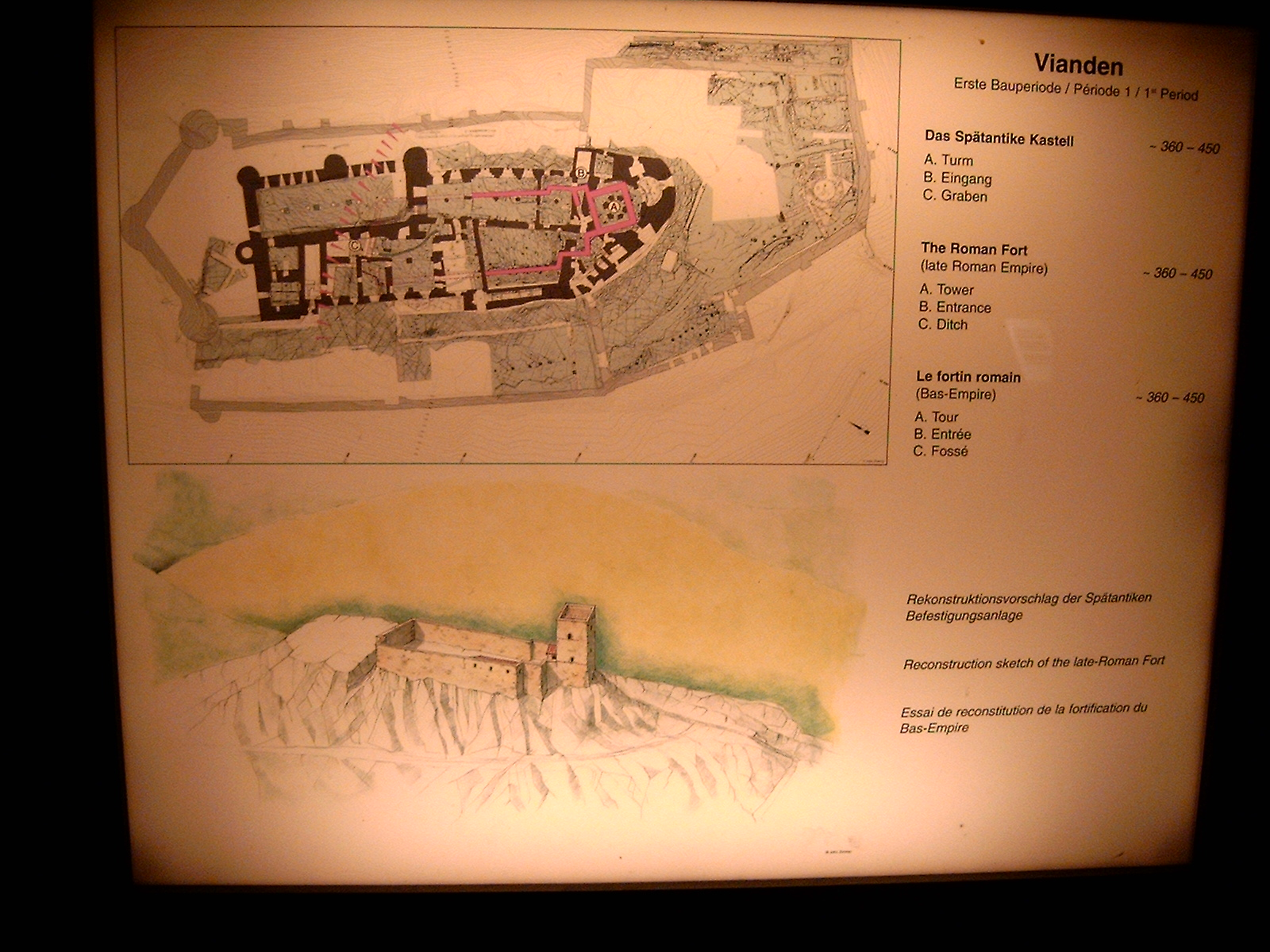
Plattegrond

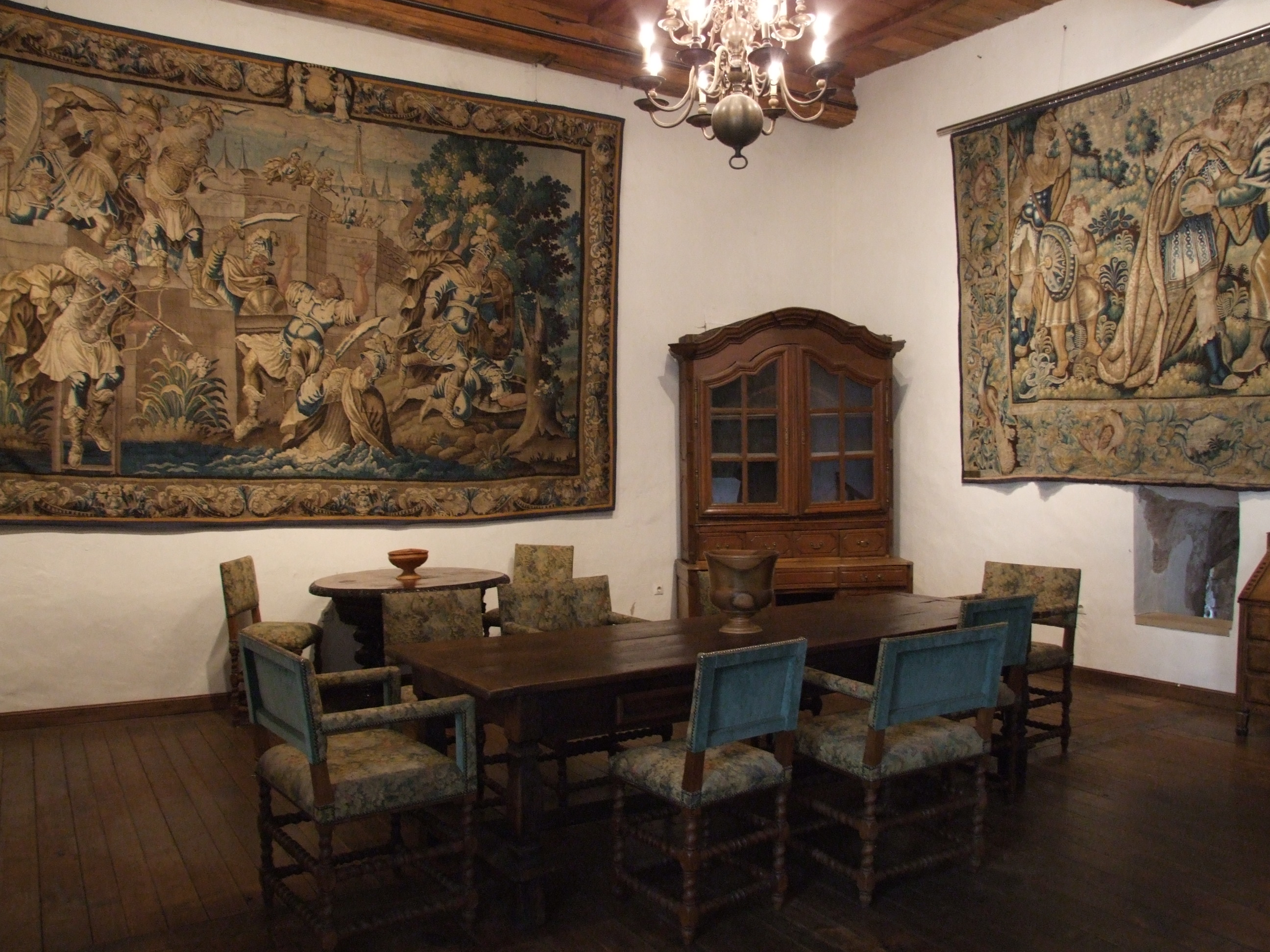
Interieur